# Оборин, Лев Владимирович
Лев Влади́мирович Обо́рин (род. 20 марта 1987) — российский поэт, переводчик и литературный критик. Лауреат Премии Андрея Белого (2021) за литературно-критические статьи.

## Биография
Окончил историко-филологический факультет Российского государственного гуманитарного университета в 2009 году.
Дебютировал в печати как поэт в 2005 году (подборкой стихов в альманахе премии «Дебют»), как критик — в 2006 году (статьёй об Осипе Мандельштаме и Иване Жданове в журнале «Вопросы литературы»). Дважды (2004, 2008) входил в короткий список премии «Дебют», в 2010 году удостоен премии журнала «Знамя» за лучшую литературно-критическую статью года («О Григории Бакланове»). Первую книгу стихов выпустил в 2010 году в издательстве «АРГО-РИСК» — по мнению критики, она «получилась вполне осмысленной, наполненной гражданским самоощущением, но вместе с тем не лишённой любовной лирики и поисков истинного себя». Публиковал стихи в журналах «Октябрь», «Воздух», «Интерпоэзия», «Урал», статьи и заметки в журналах «Знамя», «Октябрь», «Воздух», «Новый мир», переводы поэзии и короткой прозы с английского и польского языков в журналах «Воздух», «Новая Польша» и «Иностранная литература». В 2013 году стал одним из соучредителей поэтической премии «Различие». Перевёл на русский язык книгу Дэвида Ремника «Мавзолей Ленина: последние дни советской империи».
По мнению Дж. Наринса, переводчика стихов Оборина на английский язык (перевод опубликован в крупнейшем американском журнале Poetry), как поэт Оборин особенно интересен тем, что «свободно погружается в широкий круг стилей и форм, не связывая себя накрепко ни с одним из них». Стихи Оборина переведены также на польский, немецкий, французский и латышский языки.
Редактирует серию «Культура повседневности» в издательстве «Новое литературное обозрение». В 2014 году входил в экспертный совет Национальной литературной премии «Большая книга». Сотрудничал также с журналом Rolling Stone Russia как музыкальный журналист.
Проживает в Москве.
В декабре 2013 года подписал коллективное обращение писателей России в поддержку Евромайдана. В ноябре 2019 года подписал коллективное обращение в поддержку Гасана Гусейнова. В августе 2020 года подписал коллективное обращение в поддержку белорусских протестующих.